# جيسيكا باركر
جيسيكا باركر هي ممثلة كندية، ولدت في 12 أكتوبر 1977 في كيبك في كندا.

## وصلات خارجية
- جيسيكا باركر على موقع IMDb (الإنجليزية)
- جيسيكا باركر على موقع أول موفي (الإنجليزية)
- جيسيكا باركر على موقع قاعدة بيانات الفيلم (الإنجليزية)